# Frank Schindel
Frank Schindel (Karlsruhe, 2 de março de 1965) ele é um cantor alemão.

## Biografia
Frank Schindel nasceu em Karlsruhe em março de 1965. Ele começou a tocar música e violão aos 12 anos. Depois de atingir a idade adulta, mudou-se para Munique e passou a cantar. Sua carreira musical - em particular, ele fundou a banda Art Pope - ele era membro do grupo de música que traduz no campo da música afro-americana e obras de jazz de Johnny Guitar Watson, The Temptations, The Supremes, BB King. Nós trabalhamos como apoio. Durante esse período, ele fundou seu próprio estúdio de gravação em Munique.
Com frequência aparece como produtor hoje em dia. Nos países de fala alemã, fez-se conhecido em 1999 por suas interpretações das canções do artista japonês Kōji Wada em alemão durante anime-los das franquias Digimon, One Piece, Pretty Cure e Yu-Gi-Oh! bem como as séries Beyblade V-Force, Detective Conan e Dragonball Z. Frank Schindel também pertence ao chamado "Anime Allstars" da série de álbuns "Anime Hits", publicado por Sony Music Entertainment.
Schindel é casado e tem dois filhos. Junto com a sua música, trabalha como engenheiro de som, entre outras coisas, para produções de televisão como o programa DSF: "Heads up - Das Sport Duell", onde Alexander Müller era o diretor.

## Álbums
| Nome do album                                                | Nome da cancion                                                                      | Ano de lançamento |
| ------------------------------------------------------------ | ------------------------------------------------------------------------------------ | ----------------- |
| Digimon - Digital Monsters                                   | Leb Deinen Traum, Wir Werden Siegen, Alles Wird Gut, Vertrau Mir                     | 2000              |
| Digimon - Digital Monsters Vol. 2                            | Ich Werde Dá Sein, Wir Drehn Auf, Dein Traum Wird Wahr                               | 2001              |
| Dragonball Z - Der Offizielle Soundtrack Zur TV-Série        | Die Ruhe Vor Dem Sturm                                                               | 2001              |
| Dragonball Z Vol. 2 - Der Offizielle Soundtrack Zur TV-Série | Spiel Mit Deiner Kraft, Engel (Dás Japanische TV-Ending)                             | 2002              |
| Yu-Gi-Oh! - Die Besten Songs Zur TV-Série                    | Dás Spiel Ist Unsere Welt                                                            | 2003              |
| One Piece - Der Offizielle Soundtrack Zur TV-Série           | Ich werde Wie Du                                                                     | 2003              |
| Beyblade V-Force - Der Offizielle Soundtrack Zur TV-Série    | Niemals Untergehn                                                                    | 2004              |
| Digimon - Digital Monsters Season Four                       | Wenn Dás Feuer In Dir Brennt, Blader, With Broken Wings, Die Hyper Spirit Digitation | 2004              |
| Pretty Cure - Der Offizielle Soundtrack Zur Série            | Dás Licht Dês Regenbogens                                                            | 2005              |
| Detektiv Conan - Der Offizielle Soundtrack                   | Niemals Zu Ende Gehen                                                                | 2006              |